# Snowboard ai XXII Giochi olimpici invernali - Slalom gigante parallelo maschile
Tra le competizione dello snowboard che si terranno ai XXII Giochi olimpici invernali di Soči (in Russia) c'è stato lo Slalom gigante parallelo maschile. L'evento si è disputato il 19 febbraio sul tracciato di Krasnaja Poljana.
Detentore del titolo di campione olimpico uscente era il canadese Jasey Jay Anderson, che vinse a Vancouver 2010, sul tracciato di Whistler (in Canada), precedendo l'austriaco Benjamin Karl (medaglia d'argento) e il francese Mathieu Bozzetto (medaglia di bronzo).
Campione olimpico si è laureato il russo Vic Wild, che ha preceduto in finale lo svizzero Nevin Galmarini, medaglia d'argento, la finale per la medaglia di bronzo è andata allo sloveno Žan Košir.

## Qualificazioni
| Pos. | Atleta             | Nazionale     | Pista rossa | Pista blu | Totale  | Note |
| ---- | ------------------ | ------------- | ----------- | --------- | ------- | ---- |
| 1    | Andrey Sobolev     | Russia        | 48"43       | 47"19     | 1'35"62 | Q    |
| 2    | Vic Wild           | Russia        | 47"34       | 48"54     | 1'35"88 | Q    |
| 3    | Patrick Bussler    | Germania      | 47"66       | 49"28     | 1'36"94 | Q    |
| 4    | Rok Marguč         | Slovenia      | 48"58       | 48"75     | 1'37"33 | Q    |
| 5    | Benjamin Karl      | Austria       | 48"03       | 49"41     | 1'37"44 | Q    |
| 6    | Rok Flander        | Slovenia      | 49"72       | 47"81     | 1'37"53 | Q    |
| 7    | Kaspar Flütsch     | Svizzera      | 50"24       | 47"58     | 1'37"82 | Q    |
| 8    | Žan Košir          | Slovenia      | 48"89       | 48"93     | 1'37"82 | Q    |
| 9    | Philipp Schoch     | Svizzera      | 47"56       | 50"29     | 1'37"85 | Q    |
| 10   | Simon Schoch       | Svizzera      | 49"05       | 49"41     | 1'38"46 | Q    |
| 11   | Alexander Bergmann | Germania      | 49"07       | 49"42     | 1'38"49 | Q    |
| 12   | Nevin Galmarini    | Svizzera      | 49"23       | 49"84     | 1'39"07 | Q    |
| 13   | Jasey Jay Anderson | Canada        | 49"88       | 49"59     | 1'39"47 | Q    |
| 14   | Matthew Morison    | Canada        | 49"75       | 49"87     | 1'39"62 | Q    |
| 15   | Sylvain Dufour     | Francia       | 48"57       | 51"19     | 1'39"76 | Q    |
| 16   | Andreas Prommegger | Austria       | 50"44       | 49"32     | 1'39"76 | Q    |
| 17   | Kim Sang-Kyum      | Corea del Sud | 49"48       | 50"79     | 1'40"27 |      |
| 18   | Roland Fischnaller | Italia        | 50"68       | 49"80     | 1'40"48 |      |
| 19   | Valery Kolegov     | Russia        | 50"02       | 50"67     | 1'40"69 |      |
| 20   | Stefan Baumeister  | Germania      | 51"30       | 49"42     | 1'40"72 |      |
| 21   | Izidor Šušteršič   | Slovenia      | 50"36       | 50"66     | 1'41"02 |      |
| 22   | Anton Unterkofler  | Austria       | 49"57       | 51"47     | 1'41"04 |      |
| 23   | Yosyf Penyak       | Ucraina       | 49"71       | 51"43     | 1'41"14 |      |
| 24   | Justin Reiter      | Stati Uniti   | 50"90       | 50"35     | 1'41"25 |      |
| 25   | Radoslav Yankov    | Bulgaria      | 51"46       | 50"62     | 1'42"08 |      |
| 26   | Shin Bong-Shik     | Corea del Sud | 53"75       | 49"68     | 1'43"43 |      |
| 27   | Michael Lambert    | Canada        | 52"56       | 51"13     | 1'43"69 |      |
| 28   | Christoph Mick     | Italia        | 52"83       | 55"42     | 1'48"25 |      |
| 29   | Stanislav Detkov   | Russia        | DSQ         | 48"26     | DSQ     | DSQ  |
| 30   | Aaron March        | Italia        | DSQ         | 1'03"16   | DSQ     | DSQ  |
|      | Lukas Mathies      | Austria       | —           | DSQ       | DSQ     | DSQ  |
|      | Meinhard Erlacher  | Italia        | DSQ         | —         | DSQ     | DSQ  |

### Fase ad eliminazione diretta
| Ottavi di finale | Ottavi di finale   | Ottavi di finale |  |  | Quarti di finale | Quarti di finale   | Quarti di finale |  |  | Semifinali | Semifinali      | Semifinali |  |             | Finale      | Finale          | Finale |
|                  |                    |                  |  |  |                  |                    |                  |  |  |            |                 |            |  |             |             |                 |        |
| 16               | Andreas Prommegger |                  |  |  |                  |                    |                  |  |  |            |                 |            |  |             |             |                 |        |
| 1                | Andrey Sobolev     | +1"61            |  |  | 16               | Andreas Prommegger | +0"53            |  |  |            |                 |            |  |             |             |                 |        |
| 8                | Žan Košir          |                  |  |  | 8                | Žan Košir          |                  |  |  |            |                 |            |  |             |             |                 |        |
| 9                | Philipp Schoch     | +1"17            |  |  |                  |                    |                  |  |  | 8          | Žan Košir       | +1"36      |  |             |             |                 |        |
| 12               | Nevin Galmarini    |                  |  |  |                  |                    |                  |  |  | 13         | Nevin Galmarini |            |  |             |             |                 |        |
| 5                | Benjamin Karl      | +0"10            |  |  | 13               | Nevin Galmarini    |                  |  |  |            |                 |            |  |             |             |                 |        |
| 4                | Rok Marguč         |                  |  |  | 4                | Rok Marguč         | +0"09            |  |  |            |                 |            |  |             |             |                 |        |
| 13               | Jasey Jay Anderson | +0"47            |  |  |                  |                    |                  |  |  |            |                 |            |  |             | 13          | Nevin Galmarini | +2"14  |
| 3                | Patrick Bussler    |                  |  |  |                  |                    |                  |  |  |            |                 |            |  |             | 2           | Vic Wild        |        |
| 14               | Matthew Morison    | +0"30            |  |  | 3                | Patrick Bussler    |                  |  |  |            |                 |            |  |             |             |                 |        |
| 6                | Rok Flander        |                  |  |  | 6                | Rok Flander        | +0"40            |  |  |            |                 |            |  |             |             |                 |        |
| 11               | Alexander Bergmann | +0"34            |  |  |                  |                    |                  |  |  | 3          | Patrick Bussler | +2"61      |  |             |             |                 |        |
| 10               | Simon Schoch       |                  |  |  |                  |                    |                  |  |  | 2          | Vic Wild        |            |  |             |             |                 |        |
| 7                | Kaspar Flütsch     | +0"22            |  |  | 10               | Simon Schoch       | +4"19            |  |  |            |                 |            |  | Terzo posto | Terzo posto | Terzo posto     |        |
| 2                | Vic Wild           |                  |  |  | 2                | Vic Wild           |                  |  |  |            |                 |            |  |             | 8           | Žan Košir       |        |
| 15               | Sylvain Dufour     | +5"65            |  |  |                  |                    |                  |  |  |            |                 |            |  |             | 3           | Patrick Bussler | +2"26  |

### Classifica finale
| Pos. | Atleta             | Nazione  |
| ---- | ------------------ | -------- |
|      | Vic Wild           | Russia   |
|      | Nevin Galmarini    | Svizzera |
|      | Žan Košir          | Slovenia |
| 4    | Patrick Bussler    | Germania |
| 5    | Rok Marguč         | Slovenia |
| 6    | Rok Flander        | Slovenia |
| 7    | Simon Schoch       | Svizzera |
| 8    | Andreas Prommegger | Austria  |
| 9    | Andrey Sobolev     | Russia   |
| 10   | Benjamin Karl      | Austria  |
| 11   | Kaspar Flütsch     | Svizzera |
| 12   | Philipp Schoch     | Svizzera |
| 13   | Alexander Bergmann | Germania |
| 14   | Jasey Jay Anderson | Canada   |
| 15   | Matthew Morison    | Canada   |
| 16   | Sylvain Dufour     | Francia  |

Data: Mercoledì 19 febbraio 2014 

Qualificazioni

Ora locale: 09:00 

Fase ad eliminazione diretta

Ora locale: 13:00 
 
Pista: 

Partenza: m, arrivo:m

Lunghezza: m, dislivello: m

Tracciatore:, porte 

Legenda:
- DNS = non partito (did not start)
- DNF = prova non completata (did not finish)
- DSQ = squalificato (disqualified)
- Pos. = posizione
- Pett. = pettorale